# Archechiniscus minutus
Archechiniscus minutus är en djurart som tillhör fylumet trögkrypare, och som beskrevs av Grimaldi de Zio och D'Addabbo Gallo 1987. Archechiniscus minutus ingår i släktet Archechiniscus och familjen Halechiniscidae. Inga underarter finns listade i Catalogue of Life.